# Jakob Pley
Jakob Pley (* 31. Oktober 1886 in Untermaubach; † 15. August 1974 in Bad Kreuznach) war ein deutscher Klassischer Philologe, Religionswissenschaftler und Gymnasiallehrer.

## Leben
Jakob Pley, der Sohn des Hauptschullehrers Barthel (Bartholomäus) Pley und der Luise geb. Hermanns († 1892), besuchte die Gymnasien in Gelsenkirchen, Düren und Steele und studierte ab dem Sommersemester 1906 Klassische Philologie an der Universität Münster in Westfalen. Das Sommersemester 1907 verbrachte er in Bonn, das Wintersemester 1907/08 in Berlin. Er schloss sein Studium in Münster ab mit der Lehramtsprüfung in den Fächern Latein, Griechisch und Deutsch (5. Juli 1911) und der Promotion zum Dr. phil. (25. Juli 1911).
Unmittelbar nach dem Studium trat Pley in den preußischen Schuldienst ein. Das Seminarjahr verbrachte er 1911/12 am Königlichen Seminar zu Kreuznach, das Probejahr 1912/13 am Gymnasium in Düren. Über seine Verwendung zwischen 1913 und 1920 ist nichts bekannt. Zum 1. Oktober 1920 erhielt er eine Festanstellung als Studienrat am Kaiserin Auguste Viktoria-Gymnasium in Euskirchen. Zum 1. April 1928 wechselte er in derselben Eigenschaft an das Kaiserin Augusta-Gymnasium in Koblenz und zum 1. Oktober 1935 an das Gymnasium an der Stadtmauer in Kreuznach, wo er bis zu seinem Eintritt in den Ruhestand (31. Oktober 1951) wirkte.
Jakob Pley war mit Emma geb. Sieger verheiratet und hatte zwei Söhne, darunter den Geografielehrer Herbert Pley (1919–2016).
Neben seiner Tätigkeit an der Schule war Pley auch wissenschaftlich tätig, vor allem im Bereich der antiken griechischen Religion und Kultpraxis. Seine von Wilhelm Kroll angeregte und betreute Dissertation über verschiedene Rituale erschien in der Reihe Religionsgeschichtliche Versuche und Vorarbeiten und wurde unter anderem von Otto Weinreich anerkennend besprochen. In den 1910er und 1920er Jahren verfasste Pley mehrere Artikel für Paulys Realenzyklopädie der klassischen Altertumswissenschaft, unter anderem über die Herakliden (zusammen mit Julius Tambornino), die Praxis des Tempelschlafs (Inkubation) und Memnon. 1933 veröffentlichte er eine Schultextausgabe von Sallusts Schrift De coniuratione Catilinae.

## Schriften (Auswahl)
- De lanae in antiquorum ritibus usu. Gießen 1911 (= Religionsgeschichtliche Versuche und Vorarbeiten 11,2; zugleich Dissertation, Westfälische Wilhelms-Universität Münster)
- Gaius Sallustius Crispus: Bellum Catilinae. Paderborn / Würzburg 1933 (= Schöninghs lateinische Klassiker 16b)